# Skeatia cariniscutis
Skeatia cariniscutis là một loài tò vò trong họ Ichneumonidae.